# Dao Paratee
Dao Paratee, de son vrai nom Paratee Ampornrat, est une actrice thaïlandaise née le 29 décembre 1981 à Bo Rai dans la province de Trat (Thaïlande) et décédée à Bangkok le 12 mars 2010. Elle joue dans les films Lady Bar et Lady Bar 2 de Xavier Durringer.

## Biographie
Surnommée Dao — « étoile » en thaï —, est originaire de Bo Rai non loin de la frontière avec le Cambodge. Elle commence à travailler comme mannequin pour financer ses études universitaires. On la retrouve en couverture des magazines Images, Volume ou encore Lips.
En 2005, elle est choisie pour poser dans un calendrier et apparait dans le clip d'un groupe de musique thaïlandais.
En 2006, le réalisateur Xavier Durringer lui confie le rôle de Pat, une jeune Lady bar de Pattaya, dans un téléfilm produit par Arte. Elle y partage l'affiche avec Éric Savin, Bruno Lopez ainsi que la thaïlandaise Tak Bongkoch.
En 2008, elle reprend le rôle de Pat dans Lady Bar 2.
Elle meurt dans un accident de voiture le 12 mars 2010 à Bangkok,.

## Filmographie
- 2007 : Lady Bar de Xavier Durringer : Pat
- 2008 : Lady Bar 2 de Xavier Durringer : Pat